# Gastrotheca williamsoni
La granota marsupial de Williams (Gastrotheca williamsoni) és una espècie de granota de la família Amphignathodontidae. És endèmica de Veneçuela. El seu hàbitat natural se centra en montans tropicals o subtropicals secs. Està amenaçada d'extinció per la pèrdua del seu hàbitat natural.